# Giovanni Battista Fiammeri

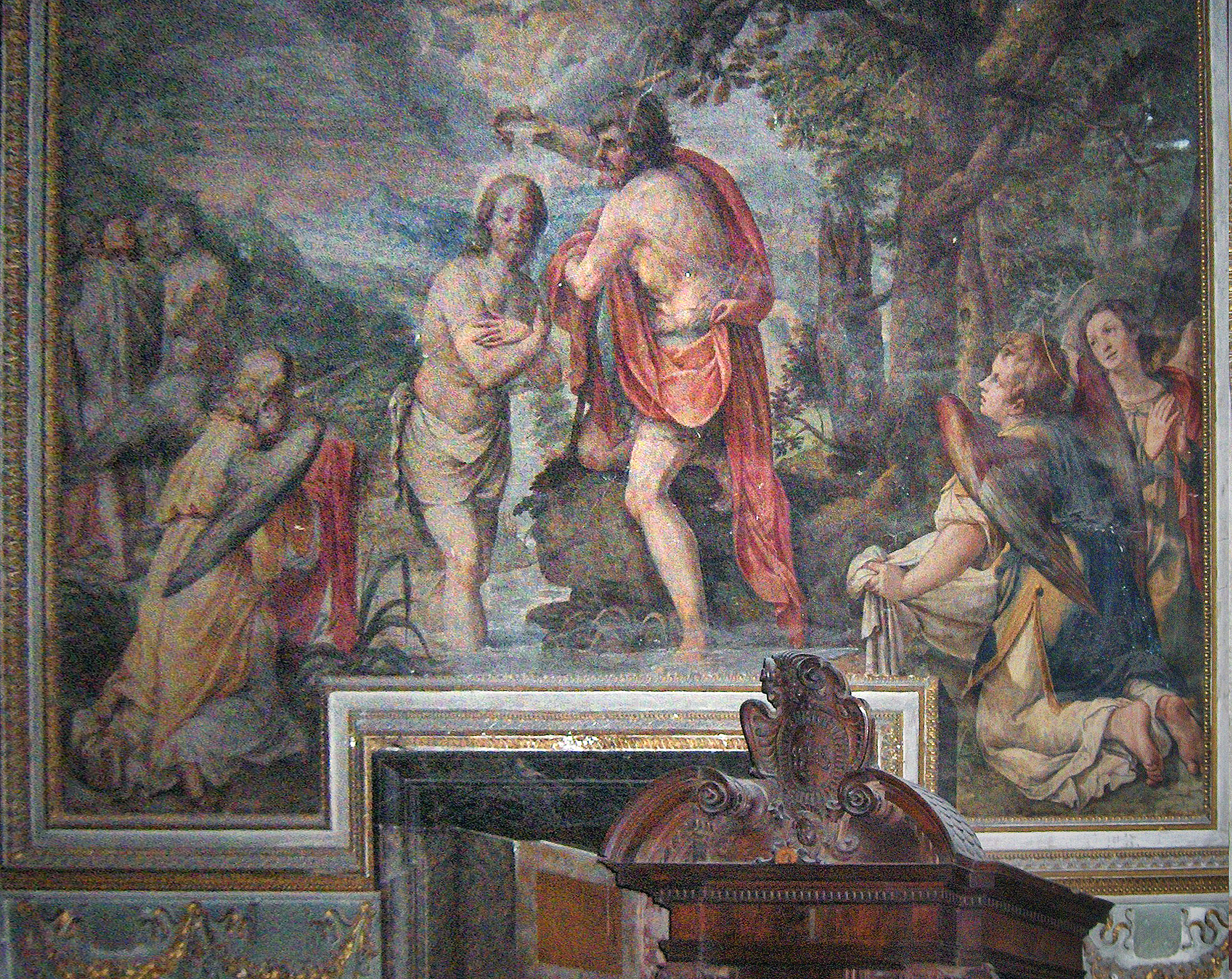
G. B. Fiammeri, Battesimo di Gesù, Roma, chiesa del Gesù

Giovanni Battista Fiammeri (Firenze, 1530 – 1606) è stato un pittore, presbitero e scultore italiano.

## Biografia

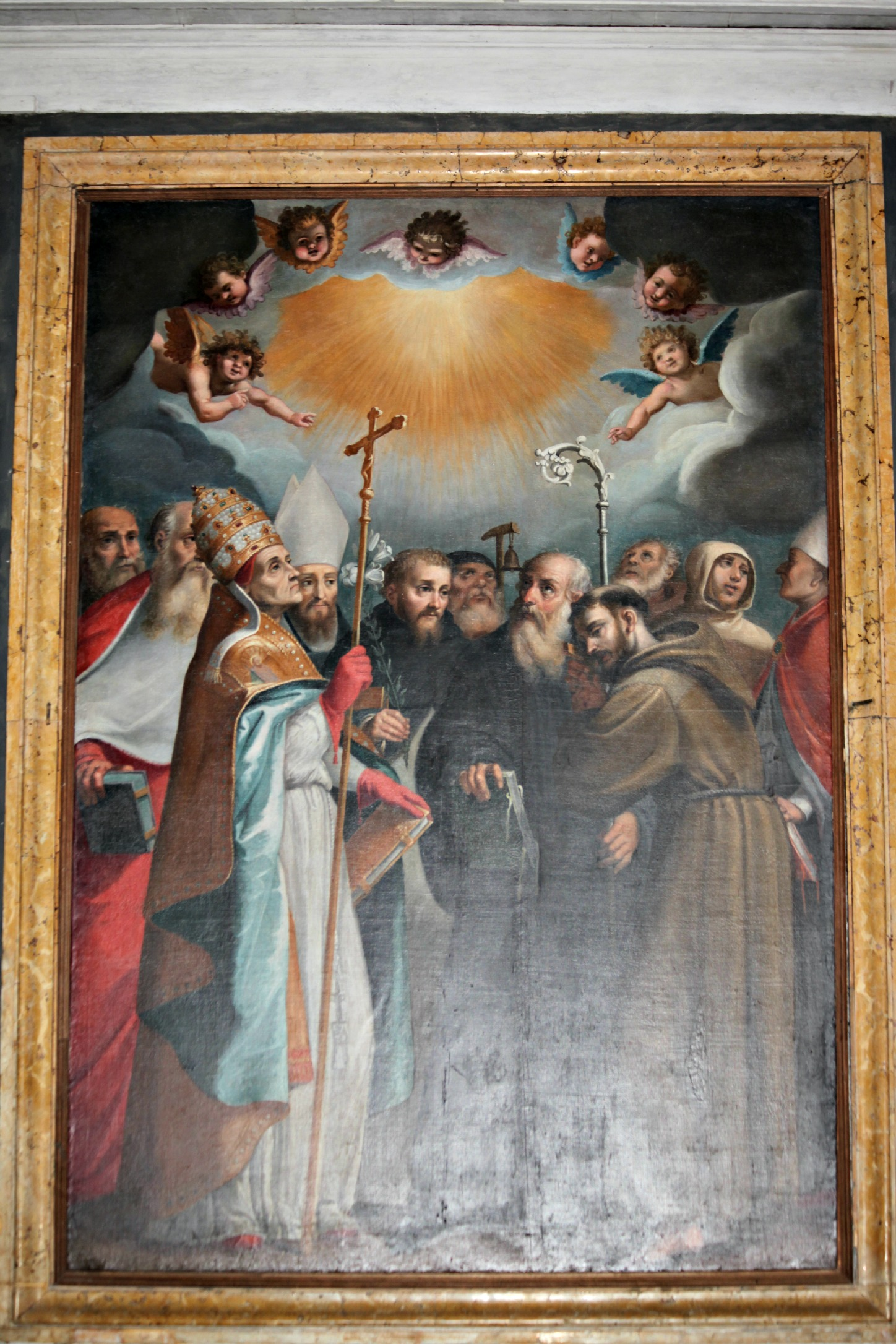
G. B. Fiammeri, Ss. Confessori

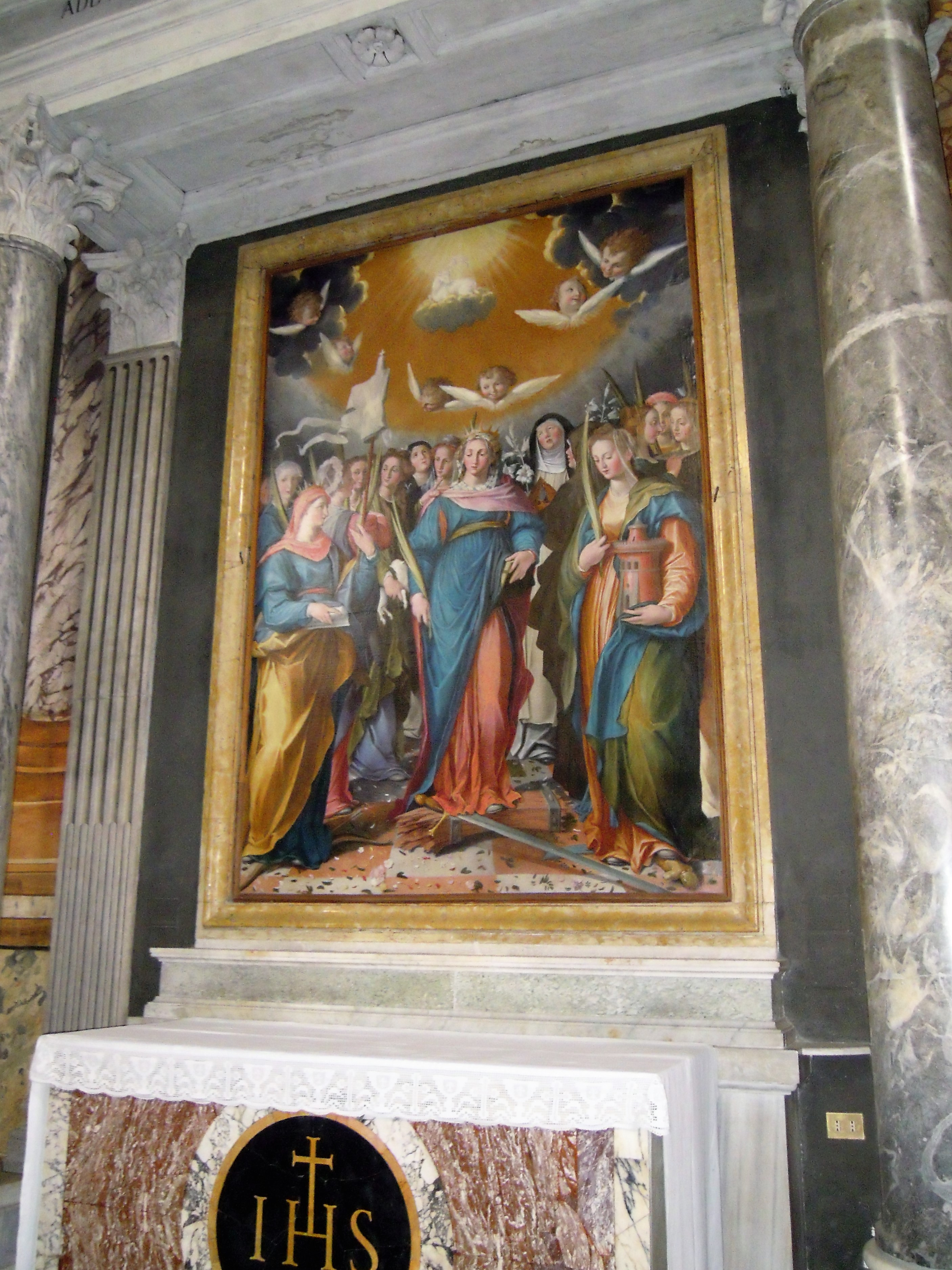
G. B. Fiammeri, Sante Vergini e Martiri

Frate gesuita, Giovanni Battista Fiammeri intorno al 1560 era un alunno di Bartolomeo Ammannati. Ha ideato e realizzato, con aiuti, il primo ciclo di pitture gesuitiche a Roma.
Sotto il patronato di monsignor Pirro Taro (morto nel 1583) e di suo nipote Pompeo Arrigoni, cardinale, e con il progetto e la direzione di Giovanni Battista Fiammeri, dal 1588 al 1589 fu decorata la Cappella della Trinità, nella Chiesa del Gesù, a Roma. Fiammeri, con aiuti, dipinse con il Battesimo di Cristo e su suo disegno fu affrescata la volta, con la Creazione.
Nella Basilica di San Vitale (Roma) ha dipinto le pale dei Santi Confessori, della Immacolata Concezione e delle Sante Vergini e Martiri. Le due decorazioni ad affresco della facciata e del portico sono andate perdute. Una Immacolata col Figlio, databile 1585, è in Santa Maria in Aquiro a Roma.
Al Gabinetto dei disegni e delle stampe degli Uffizi si conserva un suo disegno con il Progetto per una fontana ricca di ornamentazioni, sormontata da un putto che suona una doppia tromba seduto sulla sfera dell'universo. Una serie di centoventisette suoi disegni si conservano alla Royal Library di Windsor.